# Thunder Gulch
Thunder Gulch, född 23 maj 1992, död 19 mars 2018, var ett engelskt fullblod, mest känd för att ha segrat i Kentucky Derby (1995) och Belmont Stakes (1995). Efter tävlingskarriären var han ledande avelshingst i Nordamerika (2001).

## Karriär
Thunder Gulch var en fuxhingst efter Gulch och under Line Of Thunder (efter Storm Bird). Han föddes upp av Peter M. Brant och ägdes av Michael Tabor. Han tränades under tävlingskarriären av D. Wayne Lukas.
Thunder Gulch tävlade mellan 1994 och 1995 och sprang under sin tävlingskarriär in 2 915 086 dollar på 16 starter, varav 9 segrar, 2 andraplatser och 2 tredjeplatser. Han tog karriärens största segrar i Kentucky Derby (1995) och Belmont Stakes (1995). Han segrade även i Remsen Stakes (1994), Fountain of Youth Stakes (1995), Florida Derby (1995), Swaps Stakes (1995), Kentucky Cup Classic Handicap (1995) och Travers Stakes (1995).
Som tvååring 1994 segrade Thunder Gulch i Remsen Stakes. Våren 1995 segrade han i Fountain of Youth Stakes och Florida Derby. Samma år tog han sin karriärs största seger, då han segrade i Kentucky Derby. Han reds då av jockeyn Gary Stevens. Thunder Gulch var en av tre hästar som D. Wayne Lukas anmält till löpet.
Efter segern i Kentucky Derby slutade Thunder Gulch trea efter stallkamraten Timber Country i Preakness Stakes. I Belmont Stakes var Thunder Gulch favoritspelad, efter att Timber Country strukits på grund av feber. Han segrade i löpet med två längder. Thunder Gulch segrade även i Travers Stakes, med fyra och en halv längd över Pyramid Peak. Med segern i Travers Stakes blev han den fjärde hästen att vinna Kentucky Derby, Belmont Stakes och Travers (Twenty Grand, Whirlaway och Shut Out var de andra). Andra segrar 1995 inkluderade Swaps Stakes och Kentucky Cup Classic Handicap.
Thunder Gulch avslutade sin tävlingskarriär under hösten 1995, efter att ha slutat femma efter Cigar i Jockey Club Gold Cup. Efter löpet upptäcktes det att han hade brutit sitt vänstra främre kanonben.

### Som avelshingst
Thunder Gulch stallades upp på Ashford Stud, den amerikanska grenen av den gigantiska irländska uppfödaren Coolmore Stud, nära Versailles, Kentucky. Thunder Gulch avlivades den 19 mars 2018 på grund av åldersrelaterade sjukdomar vid Coolmore America's Ashford Stud.